# Compresie audio
Compresia audio este o categorie a compresiei datelor destinată reducerii mărimii fișierelor audio. Algoritmii de compresie audio se referă la codec-urile audio. 
Compresia audio poate fi cu pierdere sau fără pierdere de informații. 

## Algoritmi de compresie cu pierdere de date
Odată cu utilizarea formelor specifice de compresie audio, pot apărea unele pierderi ale semnalului în timpul algoritmilor de compresie.
- ADPCM
- AAC
- ATRAC
- CELT
- Dolby Digital AC-3
- Helix
- LAME
- MPEG-1 (MP2)
- MPEG-2 Audio Layer 3 (MP3)
- Musepack
- OGG Vorbis
- Qdesign
- TwinVQ
- Vorbis
- Windows Media Audio

## Algoritmi de compresie fără pierdere de date
- Apple Lossless – ALAC (Apple Lossless Audio Codec)
- apt-X Lossless
- ATRAC Advanced Lossless
- DTS-HD Master Audio
- DST (Direct Stream Transfer)
- Dolby TrueHD
- FLAC Free Lossless Audio Codec
- MLP Meridian Lossless Packing
- Monkey's Audio
- MPEG-4 Part 3 : MPEG 4 SLS
- OptimFROG
- RealAudio
- Shorten – SHN
- TTA – True Audio Lossless
- WavPack – WavPack lossless
- WMA Lossless – Windows Media Lossless